# Armando Latini
Armando Latini (* 20. Mai 1913 in Rom; † 20. Mai 1966 ebenda) war ein italienischer Radrennfahrer.

## Sportliche Laufbahn
Latini war im Straßenradsport und im Bahnradsport aktiv. 1936 startete er bei den Olympischen Sommerspielen in Berlin. In der Mannschaftsverfolgung errang Italien mit Severino Rigoni, Bianco Bianchi, Mario Gentili und Armando Latini die Silbermedaille hinter dem Bahnvierer aus Frankreich.
Als Amateur gewann er das Eintagesrennen Coppa Romolo Lazzaretti 1932 sowie zwei Etappen im Giro della Tripolitania. Von 1938 bis 1946 startete er als Unabhängiger. 1939 gewann er eine Etappe im Giro di Sicilia. Den Giro d’Italia 1938 beendete er nicht.